# Аккум (Аккумский сельский округ)
Аккум (каз. Аққұм) — село в Отырарском районе Туркестанской области Казахстана. Административный центр и единственный населённый пункт Аккумского сельского округа. Находится примерно в 47 км к югу от районного центра, села Шаульдер. Код КАТО — 514833100.

## Население
В 1999 году население села составляло 2546 человек (1294 мужчины и 1252 женщины). По данным переписи 2009 года в селе проживало 1759 человек (900 мужчин и 859 женщин).